# Индијана Џоунс и последњи крсташки поход
Индијана Џоунс и последњи крсташки поход (енгл. Indiana Jones and the Last Crusade) је амерички акционо-авантуристички филм из 1989. године, који је режирао Стивен Спилберг, према причи коју су написали Џорџ Лукас и Мено Мејес. Треће је остварење у серијалу Индијана Џоунс и директни је наставак филма Отимачи изгубљеног ковчега. Харисон Форд се вратио као насловни лик, док његовог оца глуми Шон Конери. У осталим улогама су Алисон Дуди, Денхолм Елиот, Џулијан Главер, Ривер Финикс и Џон Рис-Дејвис. Филм је највећим делом смештен у 1938. и прати Индијану Џоунса који тражи свог оца, стручњака за Свети грал, кога су заробили нацисти док је тражио грал.
Након што је филм Индијана Џоунс и уклети храм добио помешане критике, Спилберг је одлучио да ублажи мрачнији тон и насиље у следећем филму. Током пет година колико је прошло између ова два филма, он и извршни продуцент Лукас су прегледали неколико сценарија након чега су изабрали онај који је написао Џефри Боум. Филм је сниман у Шпанији, Италији, Западној Немачкој, Јордану, Уједињеном Краљевству и Сједињеним Државама.
Филм је премијерно приказан 24. маја 1989. године, добио је позитивне критике од стране критичара и остварио је финансијски успех са зарадом од преко 474 милиона долара. Освојио је Оскара за најбољу монтажу звука. Наставак, Индијана Џоунс и краљевство кристалне лобање, премијерно је приказан 2008. године.

## Радња
Године 1912, тринаестогодишњи извиђач Хенри „Индијана” Џоунс млађи од пљачкаша гробова украде златни крст, који је припадао шпанском конквистадору Франсиску Васкезу де Коронаду, верујући да му је место у музеју, а не у приватној колекцији. Пљачкаши га јуре кроз циркуски воз који туда пролази, остављајући Џоунсу крваву посекотину преко браде од бича и фобију од змија. Иако успева да им побегне, пљачкаши га пријаве полицији као лопова па је он присиљен да им врати крст, док његов заборављиви отац, Хенри Џоунс старији, ради на својем истраживању. Један од пљачкаша, импресиониран Џоунсовом храброшћу, даје му свој шешир.
Године 1938, одрасли Џоунс се налази на броду пљачкаша, Коронаду, близу португалске обале. Коначно узевши крст, Џоунс га донира музеју Маркуса Бродија. Џоунс се састаје са бизнисменом, Волтером Донованом, који му говори да је Џоунс старији нестао тражећи локацију Светог грала, користећи непотпуну камену плочу. Џоунс и Броди одлазе у Венецију како би се састали са др Елсом Шнајдер у потрази за очевим траговима. Почињу у библиотеци где је он последњи пут виђен. Џоунс на поду проналази симбол „X” који означава улаз у катакомбе. Унутра се налази гробница сер Ричарда, витеза из Првог крсташког рата, чији штит садржи комплетну верзију информације на каменој плочи. Братство крсташког мача, тајни и фанатични религијски култ који штити Свети грал, запаљује нафту у катакомбама како би убили Џоунса и Елсу. Џоунс преврће саркофаг сер Ричарда како би се он и Елса сакрили унутра и изашли кроз канализацију изван библиотеке. Џоунс и Елса улазе у глисер и одлазе, успевајући да побегну свим вођама култа, осим једном, Kазиму. Џоунс уверава Kазима да тражи оца, а не Свети грал, а Kазим му открива да му оца држе у дворцу покрај аустријско-немачке границе.
Џоунс проналази оца, али их издају Елса и Донован, који сарађују са нацистима. Искористили су Џоунсовог оца како би њега навукли да им реши мистерију грала. Џоунс и Хенри успевају да побегну заједно и одлазе у Берлин по Хенријев дневник у којем стоји све што је сазнао о гралу, укључујући и начине како избећи три замке. Стижу на паљење књига пред Рајхстагом, где се прерушени Џоунс суочи са Елсом и наговори је да му врати дневник, а налеће и на самог Хитлера. Џоунс и Хенри се укрцавају на цепелин који се одједном окреће, а Џоунс схвати да нацисти знају да су на њему. Њих двојица беже са цепелина помоћу прикаченог ловачког авиона. Успевају да умакну нацистичким борбеним авионима, али Хенри случајно митраљезом оштети реп авиона, након чега падају. Украду аутомобил, након чега се један нацистички авион забија у зид након што су ушли у тунел. На оближњој плажи, Хенри искористи свој кишобран како би уплашио галебове. Галебови се уздижу у јато и ударају у други авион. Џоунсови се састају са Салахом и супротстављају се нацистима који су заробили Бродија. Појављују се чланови Братства крсташког мача, нападајући нацистички конвој, али нацисти успевају да одбију њихов напад. Хенри покуша да спаси Бродија из тенка у којем га држе, али бива и сам заробљен. Џоунс скаче на тенк и спашава заробљенике пре него што падне са литице, убивши Доновановог официра, пуковника Вогела.
Џоунсови, Салах и Броди стижу у Кањон полумесеца, у Хатају покрај Искендеруна, где се налази храм са гралом. Нацисти их заробљавају у храму и упуцају Хенрија, присиљавајући Џоунса да донесе грал како би излечио његове тешке ране. Водећи се дневником, Џоунс избегава смртоносне замке, дошавши у просторију у којој се налази витез из Првог крсташког рата, који је остао жив због моћи грала. Витез је грал сакрио међу многе лажне пехаре. Витез им каже да, ако желе грал, морају мудро да изаберу јер ће им пијење из правог грала донети вечни живот, док ће их пијење из лажног убити. Елса изабере златни, драгуљима опточен пехар, а Донован пије из њега. Схвативши да је грал лажан, Донован умире на стравичан начин, рапидно остаривши и претворивши се у прах. Џоунс изабере прави грал, једноставни пехар, дело скромног тесара, и пије из њега.
Џоунс напуни пехар водом и искористи га како би излечио Хенрија. Упркос витезовом упозорењу да грал не сме прећи Велики печат према Божјем закону, Елса покуша да побегне са гралом, а унутрашњост храма почиње да се урушава. Она губи равнотежу на рубу новоформиране пукотине и, упркос Џоунсовом покушају да је спаси, она похлепно посегне за гралом и упадне у понор. Након тога Џоунс изгуби тло под ногама и нађе се у истој ситуацији, са оцем који га спашава од Елсине судбине. И он покуша да дохвати грал, али му отац једноставно каже да га остави. Џоунс невољно послуша, а грал заједно са старим витезом остаје у рушевинама, док Џоунсови, Броди и Салах успевају да побегну из рушећег храма. Након тога, њих четворица одлазе јашући према заласку сунца.

## Улоге
| Глумац          | Улога                           |
| --------------- | ------------------------------- |
| Харисон Форд    | др Хенри „Индијана” Џоунс млађи |
| Ривер Финикс    | млади Индијана Џоунс            |
| Шон Конери      | професор др Хенри Џоунс старији |
| Денхолм Елиот   | др Маркус Броди                 |
| Алисон Дуди     | др Елса Шнајдер                 |
| Џон Рис-Дејвис  | Салах                           |
| Џулијан Главер  | Волтер Донован                  |
| Мајкл Берн      | Ернст Вогел                     |
| Кеворк Маликјан | Казим                           |
| Роберт Едисон   | витез грала                     |
| Мајкл Ширд      | Адолф Хитлер                    |
| Вернон Добчеф   | батлер у дворцу                 |